# Musique concrète
Musique concrète (französisch für „konkrete Musik“) ist eine Kompositionstechnik, bei der mit aufgenommenen und auf Tonträgern gespeicherten Klängen komponiert wird. Diese Aufnahmen können sowohl eingespielte Instrumente als auch Alltagsgeräusche enthalten. Sie werden dann durch Montage, Bandschnitt, Veränderung der Bandgeschwindigkeit und Tapeloops elektronisch verfremdet. Einflüsse sind vor allem im italienischen und spanischen Futurismus zu finden.
Die Namensgebung geht auf einen Artikel des französischen Ingenieurs Pierre Schaeffer, der 1943 am französischen Rundfunk RDF für diese Zwecke den Club d’essai in Paris gründete, aus dem Jahr 1949 zurück. Der Begriff sollte eine Abgrenzung zur klassischen Richtung der Abstrakten Musik (Klassische Musik, Zwölftonmusik, Serielle Musik) sein. Nach Ansicht Schaeffers geht die Bewegung bei der klassischen Musik vom Abstrakten ins Konkrete (Komposition), umgekehrt verhält es sich hier: Vom Konkreten (Alltagsgeräusche) wird das Abstrakte durch Klangverfremdung geschaffen.
Da zu dieser Zeit nur in Deutschland mit dem Tonbandgerät gearbeitet wurde, war Schaeffer zunächst auf Direktschnittaufnahmen auf Schallplatten beschränkt. Das Programm Études de bruits wurde 1948 erstmals ausgestrahlt, u. a. mit der Étude pour chemin de fer, wo die verschiedensten Geräusche von Dampflokomotiven und Eisenbahnwagen zu hören sind. Während seiner Arbeiten entwickelte Schaeffer das Modell des objet sonore, eines allgemeinen und abstrakten Schemas zur Klassifizierung von Klangstrukturen zwischen Einzelklang und Musikstück als Ganzem. Die Arbeiten Schaeffers inspirierten die britische Komponistin Daphne Oram (1925–2003), den BBC Radiophonic Workshop bei der BBC einzurichten.
Diese Musikanschauung zog einen erbitterten Disput mit Anhängern der Kölner Schule (und ferner Zweite Wiener Schule) nach sich; vor allem mit dem Komponisten Pierre Boulez ergaben sich Streitereien über zeitgenössische Musikästhetik. Boulez warf Schaeffer vor, eher ein Handwerker als ein Musiker zu sein, und dass seine Art, Musik zu erzeugen, einer „Bricolage“ (Bastelarbeit) gleiche, was Schaeffer nicht zurückwies; im Gegenteil sei „die Geschichte der Musik an sich […] eine Entwicklung durch Bricolage“. So kam es, dass auch afrikanische Musik in seinen Werken Verwendung fand. Der Komponist Tod Dockstader dazu:

„Pierre Schaeffers ursprüngliche Definition war, mit dem Klang im Ohr zu arbeiten, direkt mit dem Klang, als Entgegensetzung zur „abstrakten“ Musik, in der Klänge geschrieben wurden. Wie Schaeffer, ein Klangingenieur an der Arbeit, hatte ich Übung als „Arbeiter mit Rhythmen, Frequenzen und Intensitäten“. Als Nichtmusiker konnte ich keine Musik schreiben, aber diese „neue Tonkunst“ brauchte keine Notation. Am Anfang wurde Konkrete Musik nicht einmal als Musik anerkannt. Schaeffers erste Werkschau hieß Ein Konzert der Geräusche.“

Durch die gegensätzlichen Auffassungen sprach man sogar von einem Zweiten Eisernen Vorhang.
Praktisch wurden die auch persönlichen Differenzen aufgehoben, als in Köln Karlheinz Stockhausen, der zuvor bei Schaeffer gearbeitet hatte, 1955–56 den Gesang der Jünglinge komponierte, der Sprache, Gesang und elektronische Klänge gleichberechtigt nicht nur vermischte, sondern ineinander übergehen ließ. Seither lassen sich diese Richtungen immer schwerer auseinanderhalten; Elektronische Musik etablierte sich bald als Oberbegriff, daher entstand der abgrenzende, aber noch kontroverse Begriff Elektroakustische Musik.
1951 übernahm Pierre Henry den Club d’essai, aus dem nun die Groupe de Recherches de (la) Musique Concrète wurde. Henry arbeitete später mehr an der Involvierung der Rockmusik mit elektronischen Einflüssen der Konkreten Musik und zählt mit seiner Messe pour le temps présent von 1967 zu den Pionieren genreübergreifender elektronischer Musik. Er arbeitete mit der Gruppe Spooky Tooth und später den Violent Femmes zusammen.
Musique concrète beeinflusste Noisemusik und gab der Entwicklung des Hörspiels und akustischen Features bedeutende Impulse durch Werke Luc Ferraris (1929–2005).